# Polskie odznaczenia (lista)

## III RP

### Ordery
| Baretka | Nazwa                                                                 |
| ------- | --------------------------------------------------------------------- |
|         | Order Orła Białego (wzór 1992)                                        |
|         | Order Virtuti Militari – Krzyż Wielki                                 |
|         | Order Virtuti Militari – Krzyż Komandorski                            |
|         | Order Virtuti Militari – Krzyż Kawalerski                             |
|         | Order Virtuti Militari – Krzyż Złoty                                  |
|         | Order Virtuti Militari – Krzyż Srebrny                                |
|         | Order Odrodzenia Polski – Krzyż Wielki                                |
|         | Order Odrodzenia Polski – Krzyż Komandorski z Gwiazdą                 |
|         | Order Odrodzenia Polski – Krzyż Komandorski                           |
|         | Order Odrodzenia Polski – Krzyż Oficerski                             |
|         | Order Odrodzenia Polski – Krzyż Kawalerski                            |
|         | Order Krzyża Wojskowego – Krzyż Wielki                                |
|         | Order Krzyża Wojskowego – Krzyż Komandorski                           |
|         | Order Krzyża Wojskowego – Krzyż Kawalerski                            |
|         | Order Krzyża Niepodległości – Krzyż z Mieczami                        |
|         | Order Krzyża Niepodległości – Krzyż                                   |
|         | Order Zasługi Rzeczypospolitej Polskiej – Krzyż Wielki                |
|         | Order Zasługi Rzeczypospolitej Polskiej – Krzyż Komandorski z Gwiazdą |
|         | Order Zasługi Rzeczypospolitej Polskiej – Krzyż Komandorski           |
|         | Order Zasługi Rzeczypospolitej Polskiej – Krzyż Oficerski             |
|         | Order Zasługi Rzeczypospolitej Polskiej – Krzyż Kawalerski            |

### Odznaczenia państwowe – krzyże
| Baretka | Nazwa                                          |
| ------- | ---------------------------------------------- |
|         | Krzyż Walecznych – czterokrotnie               |
|         | Krzyż Walecznych – trzykrotnie                 |
|         | Krzyż Walecznych – dwukrotnie                  |
|         | Krzyż Walecznych                               |
|         | Krzyż Wojskowy – czterokrotnie                 |
|         | Krzyż Wojskowy – trzykrotnie                   |
|         | Krzyż Wojskowy – dwukrotnie                    |
|         | Krzyż Wojskowy                                 |
|         | Krzyż Zasługi za Dzielność (wzór 1992)         |
|         | Złoty Krzyż Zasługi z Mieczami (wzór 1992)     |
|         | Srebrny Krzyż Zasługi z Mieczami (wzór 1992)   |
|         | Brązowy Krzyż Zasługi z Mieczami (wzór 1992)   |
|         | Krzyż Wolności i Solidarności                  |
|         | Złoty Krzyż Zasługi                            |
|         | Srebrny Krzyż Zasługi                          |
|         | Brązowy Krzyż Zasługi                          |
|         | Wojskowy Krzyż Zasługi z Mieczami – dwukrotnie |
|         | Wojskowy Krzyż Zasługi z Mieczami              |
|         | Morski Krzyż Zasługi z Mieczami – dwukrotnie   |
|         | Morski Krzyż Zasługi z Mieczami                |
|         | Lotniczy Krzyż Zasługi z Mieczami – dwukrotnie |
|         | Lotniczy Krzyż Zasługi z Mieczami              |
|         | Wojskowy Krzyż Zasługi – dwukrotnie            |
|         | Wojskowy Krzyż Zasługi                         |
|         | Morski Krzyż Zasługi – dwukrotnie              |
|         | Morski Krzyż Zasługi                           |
|         | Lotniczy Krzyż Zasługi – dwukrotnie            |
|         | Lotniczy Krzyż Zasługi                         |
|         | Krzyż Świętego Floriana                        |
|         | Krzyż Zesłańców Sybiru                         |
|         | Krzyż Wschodni                                 |
|         | Krzyż Zachodni                                 |

### Odznaczenia państwowe – krzyże (nadawane do 1992)
| Baretka | Nazwa                           |
| ------- | ------------------------------- |
|         | Krzyż Kampanii Wrześniowej 1939 |
|         | Krzyż Pamiątkowy Monte Cassino  |

### Odznaczenia państwowe – krzyże (nadawane do 1999)
| Baretka | Nazwa                                                    |
| ------- | -------------------------------------------------------- |
|         | Krzyż Armii Krajowej                                     |
|         | Krzyż Narodowego Czynu Zbrojnego                         |
|         | Krzyż Batalionów Chłopskich                              |
|         | Krzyż Czynu Bojowego Polskich Sił Zbrojnych na Zachodzie |
|         | Krzyż Partyzancki                                        |
|         | Krzyż Oświęcimski                                        |
|         | Krzyż za udział w Wojnie 1918–1921                       |
|         | Krzyż Bitwy pod Lenino                                   |
|         | Śląski Krzyż Powstańczy                                  |
|         | Warszawski Krzyż Powstańczy                              |
|         | Wielkopolski Krzyż Powstańczy                            |

### Odznaczenia państwowe – medale
| Baretka | Nazwa                                    |
| ------- | ---------------------------------------- |
|         | Medal Virtus et Fraternitas              |
|         | Medal za Ofiarność i Odwagę              |
|         | Złoty Medal za Długoletnią Służbę        |
|         | Srebrny Medal za Długoletnią Służbę      |
|         | Brązowy Medal za Długoletnią Służbę      |
|         | Medal za Długoletnie Pożycie Małżeńskie  |
|         | Medal Stulecia Odzyskanej Niepodległości |

### Odznaczenia państwowe – medale (nadawane do 1992)
| Baretka | Nazwa                                                     |
| ------- | --------------------------------------------------------- |
|         | Medal Wojska – czterokrotnie                              |
|         | Medal Wojska – trzykrotnie                                |
|         | Medal Wojska – dwukrotnie                                 |
|         | Medal Wojska                                              |
|         | Medal Lotniczy – czterokrotnie                            |
|         | Medal Lotniczy – trzykrotnie                              |
|         | Medal Lotniczy – dwukrotnie                               |
|         | Medal Lotniczy                                            |
|         | Medal Morski – czterokrotnie                              |
|         | Medal Morski – trzykrotnie                                |
|         | Medal Morski – dwukrotnie                                 |
|         | Medal Morski                                              |
|         | Medal Morski Polskiej Marynarki Handlowej – czterokrotnie |
|         | Medal Morski Polskiej Marynarki Handlowej – trzykrotnie   |
|         | Medal Morski Polskiej Marynarki Handlowej – dwukrotnie    |
|         | Medal Morski Polskiej Marynarki Handlowej                 |

### Odznaczenia państwowe – medale (nadawane do 1999)
| Baretka | Nazwa                                    |
| ------- | ---------------------------------------- |
|         | Medal za Warszawę 1939-1945              |
|         | Medal za Odrę, Nysę, Bałtyk              |
|         | Medal „Za udział w wojnie obronnej 1939” |

### Odznaczenia państwowe – gwiazdy
| Baretka | Nazwa                      |
| ------- | -------------------------- |
|         | Gwiazda Afganistanu        |
|         | Gwiazda Czadu              |
|         | Gwiazda Iraku              |
|         | Gwiazda Konga              |
|         | Gwiazda Morza Śródziemnego |
|         | Gwiazda Załóg Lotniczych   |

### Odznaczenia resortowe (medale, odznaki – honorowe, pamiątkowe)
| Baretka | Nazwa                                                                                  |
| ------- | -------------------------------------------------------------------------------------- |
|         | Złoty Medal Wojska Polskiego                                                           |
|         | Srebrny Medal Wojska Polskiego                                                         |
|         | Brązowy Medal Wojska Polskiego                                                         |
|         | Złoty Medal Siły Zbrojne w Służbie Ojczyzny                                            |
|         | Srebrny Medal Siły Zbrojne w Służbie Ojczyzny                                          |
|         | Brązowy Medal Siły Zbrojne w Służbie Ojczyzny                                          |
|         | Złoty Medal Za zasługi dla obronności kraju                                            |
|         | Srebrny Medal Za zasługi dla obronności kraju                                          |
|         | Brązowy Medal Za zasługi dla obronności kraju                                          |
|         | Medal 100-lecia ustanowienia Sztabu Generalnego Wojska Polskiego                       |
|         | Medal Sztabu Generalnego Wojska Polskiego                                              |
|         | Medal 10-lecia sformowania Dowództwa Generalnego Rodzajów Sił Zbrojnych                |
|         | Medal 30-lecia Dowództwa Garnizonu Warszawa                                            |
|         | Medal Biura Konwentu Dziekanów                                                         |
|         | Medal 100-lecia utworzenia Akademii Marynarki Wojennej                                 |
|         | Medal 100-lecia utworzenia Lotniczej Akademii Wojskowej                                |
|         | Medal 30-lecia restytucji Prawosławnego Ordynariatu WP                                 |
|         | Medal okolicznościowy Rektora-Komendanta ASzWoj z okazji 100-lecia utworzenia W.S.Woj. |
|         | Odznaka Honorowa Służby Kontrwywiadu Wojskowego im. Mariana Rejewskiego                |
|         | Odznaka okolicznościowa Medal Stulecia Utworzenia Policji Państwowej                   |
|         | Odznaka okolicznościowa Medal 20-lecia Utworzenia Centralnego Biura Śledczego          |
|         | Odznaka okolicznościowa Medal Trzydziestolecia Powołania Straży Granicznej             |
|         | Medal imienia podkomisarza Policji Andrzeja Struja                                     |
|         | Odznaka okolicznościowa Medal Stulecia Powołania Formacji Ochronnej                    |
|         | Odznaka Honorowa "Za Zasługi dla Komendy Wojewódzkiej Policji w Katowicach"            |
|         | Medal Komisji Edukacji Narodowej                                                       |
|         | Medal „Zasłużony dla Nauki Polskiej Sapientia et Veritas”                              |
|         | Złoty Medal Za Zasługi dla Policji                                                     |
|         | Srebrny Medal Za Zasługi dla Policji                                                   |
|         | Brązowy Medal Za Zasługi dla Policji                                                   |
|         | Złoty Medal Za Zasługi dla Straży Granicznej                                           |
|         | Srebrny Medal Za Zasługi dla Straży Granicznej                                         |
|         | Brązowy Medal Za Zasługi dla Straży Granicznej                                         |
|         | Złoty Medal Zasłużony Kulturze Gloria Artis                                            |
|         | Srebrny Medal Zasłużony Kulturze Gloria Artis                                          |
|         | Brązowy Medal Zasłużony Kulturze Gloria Artis                                          |
|         | Medal „Pro Bono Poloniae”                                                              |
|         | Medal „Pro Patria”                                                                     |
|         | Medal „Pro Memoria”                                                                    |
|         | Złoty Medal Opiekuna Miejsc Pamięci Narodowej (1976-2018)                              |
|         | Srebrny Medal Opiekuna Miejsc Pamięci Narodowej (1976-2018)                            |
|         | Medal „Opiekun Miejsc Pamięci Narodowej” (od 2018)                                     |
|         | Odznaka honorowa „Za zasługi dla bankowości RP”                                        |
|         | Odznaka honorowa „Za Zasługi dla Finansów Publicznych RP”                              |
|         | Złota Odznaka Honorowa za Zasługi dla Skarbowości RP                                   |
|         | Srebrna Odznaka Honorowa za Zasługi dla Skarbowości RP                                 |
|         | Odznaka Honorowa za Zasługi dla Rozwoju Gospodarki RP                                  |
|         | Odznaka Honorowa za Zasługi dla Legislacji                                             |
|         | Odznaka honorowa „Zasłużony dla repatriacji”                                           |
|         | Odznaka Honorowa za Zasługi dla Polonii i Polaków za Granicą                           |
|         | Odznaka Honorowa za Zasługi dla Służby Cywilnej                                        |
|         | Odznaka honorowa za Zasługi dla Komunikacji Elektronicznej                             |
|         | Odznaka Honorowa za Zasługi dla Ochrony Środowiska i Klimatu                           |
|         | Odznaka Honorowa za Zasługi dla Samorządu Terytorialnego                               |
|         | Odznaka Honorowa Primus in Agendo                                                      |
|         | Odznaka Honorowa Meritis pro Familia                                                   |
|         | Odznaka honorowa „Zasłużony dla Przemysłu Naftowego i Gazowniczego”                    |
|         | Odznaka honorowa „Za Zasługi dla Turystyki”                                            |
|         | Odznaka Honorowa "Za zasługi w działaniach poza granicami RP"                          |
|         | Odznaka Honorowa „Bene Merito”                                                         |
|         | Odznaka honorowa „Za Zasługi dla Ochrony Praw Człowieka”                               |
|         | Odznaka Honorowa za Zasługi dla Ochrony Praw Dziecka                                   |
|         | Odznaka Honorowa za Zasługi dla Ochrony Pracy                                          |
|         | Odznaka „Honorowy Dawca Krwi – Zasłużony dla Zdrowia Narodu”                           |
|         | Odznaka Honorowa Biura Ochrony Rządu                                                   |
|         | Odznaka honorowa „Medal Honorowy za zasługi dla Żandarmerii Wojskowej”                 |
|         | Złota Odznaka „Zasłużony Policjant”                                                    |
|         | Srebrna Odznaka „Zasłużony Policjant”                                                  |
|         | Brązowa Odznaka „Zasłużony Policjant”                                                  |
|         | LITPOLUKRBRIG Service Cross                                                            |
|         | Złota Odznaka „Zasłużony dla Ochrony Przeciwpożarowej”                                 |
|         | Srebrna Odznaka „Zasłużony dla Ochrony Przeciwpożarowej”                               |
|         | Brązowa Odznaka „Zasłużony dla Ochrony Przeciwpożarowej”                               |
|         | Odznaka Świętego Floriana „Za Zasługi dla Społeczności Lokalnej”                       |
|         | Odznaka „Za zasługi dla krwiodawstwa” w Akademii Pożarniczej                           |
|         | Złota Odznaka Honorowa „Podlaski Krzyż Floriański”                                     |
|         | Srebrna Odznaka Honorowa „Podlaski Krzyż Floriański”                                   |
|         | Brązowa Odznaka Honorowa „Podlaski Krzyż Floriański”                                   |
|         | Złoty Znak Związku Ochotniczych Straży Pożarnych Rzeczypospolitej Polskiej (ZOSP RP)   |
|         | Krzyż Rycerski Św. Floriana „Za Męstwo, Ratowanie Życia I Ochronę Mienia” (ZOSP RP)    |
|         | Złoty Medal Za Zasługi dla Pożarnictwa (ZOSP RP)                                       |
|         | Srebrny Medal Za Zasługi dla Pożarnictwa (ZOSP RP)                                     |
|         | Brązowy Medal Za Zasługi dla Pożarnictwa (ZOSP RP)                                     |
|         | Odznaka Honorowa Oddz. Wojewódzkiego ZOSP RP Woj. Wielkopolskiego "Semper Vigilant"    |
|         | Złota Odznaka „Za Zasługi w Zwalczaniu Powodzi” (1961–1984)                            |
|         | Srebrna Odznaka „Za Zasługi w Zwalczaniu Powodzi” (1961–1984)                          |
|         | Złota Odznaka „Za zasługi w zwalczaniu powodzi” (1984–2001)                            |
|         | Srebrna Odznaka „Za zasługi w zwalczaniu powodzi” (1984–2001)                          |
|         | Złota Odznaka „Zasłużony dla górnictwa PRL” (1984–2001)                                |
|         | Srebrna Odznaka „Zasłużony dla górnictwa PRL” (1984–2001)                              |
|         | Brązowa Odznaka „Zasłużony dla górnictwa PRL” (1984–2001)                              |
|         | Odznaka „Zasłużony dla Górnictwa RP” (od 2001)                                         |
|         | Odznaka Honorowa Zasłużonego dla Bezpieczeństwa w Górnictwie                           |
|         | Złota Odznaka „Zasłużony dla Energetyki” (do 1996)                                     |
|         | Srebrna Odznaka „Zasłużony dla Energetyki” (do 1996)                                   |
|         | Brązowa Odznaka „Zasłużony dla Energetyki” (do 1996)                                   |
|         | Odznaka honorowa „Za zasługi dla Energetyki” (od 2001)                                 |
|         | Złota Odznaka „Zasłużony dla Służby Celnej” (2010–2017)                                |
|         | Srebrna Odznaka „Zasłużony dla Służby Celnej” (2010–2017)                              |
|         | Brązowa Odznaka „Zasłużony dla Służby Celnej” (2010–2017)                              |
|         | Złota Odznaka „Zasłużony dla Krajowej Administracji Skarbowej” (od 2017)               |
|         | Srebrna Odznaka „Zasłużony dla Krajowej Administracji Skarbowej” (od 2017)             |
|         | Brązowa Odznaka „Zasłużony dla Krajowej Administracji Skarbowej” (od 2017)             |
|         | Złota Odznaka „Za zasługi dla więziennictwa” (od 2023)                                 |
|         | Srebrna Odznaka „Za zasługi dla więziennictwa” (od 2023)                               |
|         | Brązowa Odznaka „Za zasługi dla więziennictwa” (od 2023)                               |
|         | Złota Odznaka „Za zasługi w pracy penitencjarnej” (1996-2022)                          |
|         | Srebrna Odznaka „Za zasługi w pracy penitencjarnej” (1996-2022)                        |
|         | Brązowa Odznaka „Za zasługi w pracy penitencjarnej” (1996-2022)                        |
|         | Złota Odznaka „W Służbie Penitencjarnej” (do 1996)                                     |
|         | Srebrna Odznaka „W Służbie Penitencjarnej” (do 1996)                                   |
|         | Brązowa Odznaka „W Służbie Penitencjarnej” (do 1996)                                   |
|         | Odznaka Honorowa za Zasługi dla Wymiaru Sprawiedliwości                                |
|         | Odznaka Honorowa PCK „Kryształowe Serce”                                               |
|         | Odznaka Honorowa PCK I stopnia                                                         |
|         | Odznaka Honorowa PCK II stopnia                                                        |
|         | Odznaka Honorowa PCK III stopnia                                                       |
|         | Odznaka Honorowa PCK IV stopnia                                                        |

### Odznaczenia samorządów terytorialnych (odznaki honorowe, medale)
| Baretka | Nazwa                                                                                   |
| ------- | --------------------------------------------------------------------------------------- |
|         | Odznaka Honorowa Zasłużony dla Województwa Dolnośląskiego                               |
|         | Odznaka Honorowa za Zasługi dla Województwa Kujawsko-Pomorskiego                        |
|         | Odznaka honorowa „Zasłużony dla Województwa Lubelskiego”                                |
|         | Odznaka Honorowa za Zasługi dla Województwa Lubuskiego                                  |
|         | Odznaka Honorowa za Zasługi dla Województwa Łódzkiego                                   |
|         | Odznaka Honorowa Województwa Małopolskiego – Krzyż Małopolski                           |
|         | Odznaka Honorowa „Zasłużony dla Mazowsza”                                               |
|         | Odznaka Honorowa Województwa Podlaskiego                                                |
|         | Odznaka Honorowa Województwa Świętokrzyskiego                                           |
|         | Odznaka Honorowa za Zasługi dla Województwa Warmińsko-Mazurskiego (wstążka uchwalona)   |
|         | Odznaka Honorowa za Zasługi dla Województwa Warmińsko-Mazurskiego (wstążka rzeczywista) |
|         | Odznaka honorowa „Za zasługi dla województwa wielkopolskiego”                           |
|         | Odznaka Honorowa Gryfa Zachodniopomorskiego                                             |
|         | Odznaka „Zasłużony dla Warszawy” (baretka umowna)                                       |
|         | Odznaka Honorowa Miasta Kalisza                                                         |
|         | Odznaka „Honoris Gratia”                                                                |
|         | Odznaka Honorowa Wrocławia                                                              |
|         | Odznaka Honorowa Powiatu Aleksandrowskiego                                              |
|         | Odznaka Honorowa Zasłużonego dla Powiatu Elbląskiego                                    |
|         | Odznaka Honorowa Powiatu Kłodzkiego                                                     |
|         | Odznaka Honorowa Powiatu Ostrołęckiego                                                  |
|         | Odznaka Honorowa Powiatu Piaseczyńskiego                                                |
|         | Odznaka Honorowa Powiatu Prudnickiego                                                   |
|         | Medal „Zasłużony dla Ziemi Sieradzkiej”                                                 |
|         | Odznaka Honorowa za Zasługi dla Powiatu Toruńskiego                                     |
|         | Odznaka Honorowa Powiatu Tureckiego                                                     |
|         | Medal „Zasłużony dla miasta Mławy”                                                      |
|         | Odznaka Honorowa Gminy Suwałki                                                          |
|         | Odznaka Honorowa Gminy Zambrów                                                          |

## II RP(nienadawane)
| Baretka                                  | Nazwa                                                      |
| Ordery                                   | Ordery                                                     |
| ---------------------------------------- | ---------------------------------------------------------- |
|                                          | Order Orła Białego (wzór 1921–1990)                        |
| Odznaczenia państwowe – krzyże           |                                                            |
|                                          | Krzyż Niepodległości z Mieczami (wzór 1930)                |
|                                          | Krzyż Niepodległości (wzór 1930)                           |
|                                          | Krzyż Niepodległości z Mieczami (wzór 1959)                |
|                                          | Krzyż Niepodległości (wzór 1959)                           |
|                                          | Krzyż Walecznych – pięciokrotnie (wzór 1941)               |
|                                          | Krzyż Walecznych – czterokrotnie (wzór 1941)               |
|                                          | Krzyż Walecznych – trzykrotnie (wzór 1941)                 |
|                                          | Krzyż Walecznych – dwukrotnie (wzór 1941)                  |
|                                          | Krzyż Walecznych (wzór 1941)                               |
|                                          | Krzyż Ochotniczy za Wojnę (niewprowadzony)                 |
|                                          | Krzyż Zasługi za Dzielność (wzór 1928)                     |
|                                          | Złoty Krzyż Zasługi z Mieczami (wzór 1942)                 |
|                                          | Srebrny Krzyż Zasługi z Mieczami (wzór 1942)               |
|                                          | Brązowy Krzyż Zasługi z Mieczami (wzór 1942)               |
|                                          | Krzyż Zasługi (wzór 1923)                                  |
|                                          | Krzyż Zasługi Wojsk Litwy Środkowej                        |
|                                          | Krzyż na Śląskiej Wstędze Waleczności i Zasługi I stopnia  |
|                                          | Krzyż na Śląskiej Wstędze Waleczności i Zasługi II stopnia |
|                                          | Krzyż Żołnierzy Polskich z Ameryki                         |
| Odznaczenia państwowe – medale i odznaki |                                                            |
|                                          | Medal Niepodległości (wzór 1930)                           |
|                                          | Medal Niepodległości (wzór 1959)                           |
|                                          | Medal za Ratowanie Ginących – dwukrotnie                   |
|                                          | Medal za Ratowanie Ginących                                |
|                                          | Medal Ochotniczy za Wojnę (niewprowadzony)                 |
|                                          | Medal Pamiątkowy za Wojnę 1918–1921                        |
|                                          | Wawrzyn Akademicki                                         |
|                                          | Medal Dziesięciolecia Odzyskanej Niepodległości            |
|                                          | Medal za Długoletnią Służbę (wzór 1938)                    |
|                                          | Medal 3 Maja                                               |
|                                          | Medal Zwycięstwa (nieoficjalny)                            |
|                                          | Odznaka Skarbu Narodowego RP                               |
|                                          | Odznaka Honorowa LOPP                                      |

## PRL(nienadawane)
| Baretka                                      | Nazwa                                                                  |
| Ordery                                       | Ordery                                                                 |
| -------------------------------------------- | ---------------------------------------------------------------------- |
|                                              | Order Budowniczych Polski Ludowej                                      |
|                                              | Order Budowniczych Polski Ludowej (wersja z rozetką)                   |
|                                              | Order Zasługi Polskiej Rzeczypospolitej Ludowej – Wielka Wstęga        |
|                                              | Order Zasługi Polskiej Rzeczypospolitej Ludowej – Komandoria z Gwiazdą |
|                                              | Order Zasługi Polskiej Rzeczypospolitej Ludowej – Komandoria           |
|                                              | Order Zasługi Polskiej Rzeczypospolitej Ludowej – Złota Oznaka         |
|                                              | Order Zasługi Polskiej Rzeczypospolitej Ludowej – Srebrna Oznaka       |
|                                              | Order Krzyża Grunwaldu I klasy                                         |
|                                              | Order Krzyża Grunwaldu II klasy                                        |
|                                              | Order Krzyża Grunwaldu III klasy                                       |
|                                              | Order Sztandaru Pracy I klasy                                          |
|                                              | Order Sztandaru Pracy II klasy                                         |
| Odznaczenia państwowe – medale               |                                                                        |
|                                              | Złoty Medal Zasłużonym na Polu Chwały                                  |
|                                              | Srebrny Medal Zasłużonym na Polu Chwały                                |
|                                              | Brązowy Medal Zasłużonym na Polu Chwały                                |
|                                              | Medal „Za udział w walkach w obronie władzy ludowej”                   |
|                                              | Medal „Za waszą wolność i naszą”                                       |
|                                              | Medal 10-lecia Polski Ludowej                                          |
|                                              | Medal 30-lecia Polski Ludowej                                          |
|                                              | Medal 40-lecia Polski Ludowej                                          |
|                                              | Medal Rodła                                                            |
|                                              | Medal Zwycięstwa i Wolności 1945                                       |
| Odznaczenia resortowe – medale i odznaki     |                                                                        |
|                                              | Medal „Za udział w walkach o Berlin”                                   |
|                                              | Złota Odznaka „Za Zasługi dla Obrony Cywilnej”                         |
|                                              | Srebrna Odznaka „Za Zasługi dla Obrony Cywilnej”                       |
|                                              | Brązowa Odznaka „Za Zasługi dla Obrony Cywilnej”                       |
|                                              | Odznaka Braterstwa Broni                                               |
|                                              | Złota Odznaka „Za zasługi w ochronie porządku publicznego”             |
|                                              | Srebrna Odznaka „Za zasługi w ochronie porządku publicznego”           |
|                                              | Brązowa Odznaka „Za zasługi w ochronie porządku publicznego”           |
|                                              | Odznaka honorowa „Zasłużony Pracownik Państwowy”                       |
|                                              | Odznaka "Zasłużony Działacz ORMO"                                      |
|                                              | Złota Odznaka "W Służbie Narodu"                                       |
|                                              | Srebrna Odznaka "W Służbie Narodu"                                     |
|                                              | Brązowa Odznaka "W Służbie Narodu"                                     |
|                                              | Złota Odznaka „Za zasługi w obronie granic PRL”                        |
|                                              | Srebrna Odznaka „Za zasługi w obronie granic PRL”                      |
|                                              | Brązowa Odznaka „Za zasługi w obronie granic PRL”                      |
|                                              | Złota Odznaka "Za Zasługi dla Transportu PRL"                          |
|                                              | Srebrna Odznaka "Za Zasługi dla Transportu PRL"                        |
|                                              | Brązowa Odznaka "Za Zasługi dla Transportu PRL"                        |
|                                              | Złota Odznaka "Za Zasługi dla Celnictwa PRL"                           |
|                                              | Srebrna Odznaka "Za Zasługi dla Celnictwa PRL"                         |
|                                              | Brązowa Odznaka "Za Zasługi dla Celnictwa PRL"                         |
|                                              | Złota Odznaka „Na Straży Pokoju”                                       |
|                                              | Srebrna Odznaka „Na Straży Pokoju”                                     |
|                                              | Brązowa Odznaka „Na Straży Pokoju”                                     |
|                                              | Złota odznaka „Za Zasługi dla Ochrony Przeciwpożarowej”                |
|                                              | Srebrna odznaka „Za Zasługi dla Ochrony Przeciwpożarowej”              |
|                                              | Brązowa odznaka „Za Zasługi dla Ochrony Przeciwpożarowej”              |
|                                              | Odznaka „Zasłużony Funkcjonariusz Pożarnictwa”                         |
| Odznaczenia organizacyjne – medale i odznaki |                                                                        |
|                                              | Złoty Medal TPPR „Za Braterską Pomoc”                                  |
|                                              | Srebrny Medal TPPR „Za Braterską Pomoc”                                |
|                                              | Złoty Medal „Polakom byłym żołnierzom Armii Czerwonej 1941-1945”       |
|                                              | Srebrny Medal „Polakom byłym żołnierzom Armii Czerwonej 1941-1945”     |
|                                              | Medal im. Ludwika Waryńskiego                                          |
|                                              | Odznaka 1000-lecia Państwa Polskiego                                   |
|                                              | Złota Odznaka "Młodzież dla postępu"                                   |
|                                              | Srebrna Odznaka "Młodzież dla postępu"                                 |
|                                              | Brązowa Odznaka "Młodzież dla postępu"                                 |
|                                              | Złota Odznaka "Za Zasługi dla OHP"                                     |
|                                              | Srebrna Odznaka "Za Zasługi dla OHP"                                   |
|                                              | Brązowa Odznaka "Za Zasługi dla OHP"                                   |
|                                              | Odznaka "Zasłużony Działacz TPPR"                                      |
|                                              | Złota Odznaka "Za Zasługi w Umacnianiu Przyjaźni PRL-ZSRR"             |
|                                              | Srebrna Odznaka "Za Zasługi w Umacnianiu Przyjaźni PRL-ZSRR"           |
|                                              | Odznaczenie im. Ignacego Solarza                                       |
|                                              | Odznaka Honorowa „Za Zasługi dla ZMW”                                  |
|                                              | Odznaka „Zasłużonemu Działaczowi Stronnictwa Demokratycznego”          |

## Niepaństwowe (organizacyjne, pamiątkowe, honorowe itp.)

### Kombatanckie
| Baretka | Nazwa                                                                                                  |
| ------- | --- |
|         | Order Męczeństwa i Zwycięstwa                                                                          |
|         | Order Przelanej Krwi za Ojczyznę                                                                       |
|         | Krzyż Zasługi Stowarzyszenia Polskich Kombatantów                                                      |
|         | Krzyż Więźnia Politycznego                                                                             |
|         | Krzyż Zasługi 25-lecia Związku Żołnierzy NSZ                                                           |
|         | Krzyż Więźnia Politycznego Okresu Stalinowskiego                                                       |
|         | Krzyż Pamiątkowy Akcji „Burza”                                                                         |
|         | Krzyż Bitwy nad Bzurą                                                                                  |
|         | Krzyż Niezłomnych                                                                                      |
|         | Krzyż Armii Ludowej                                                                                    |
|         | Krzyż Czynu Frontowego 1 i 2 Armii Wojska Polskiego 1943-1945 (ZKRPiBWP)                               |
|         | Kombatancki Krzyż Pamiątkowy „Zwycięzcom” (ZKRPiBWP)                                                   |
|         | Kombatancki Krzyż Zwycięstwa (ZKRPiBWP)                                                                |
|         | Krzyż Czynu Zbrojnego Polskiej Samoobrony na Kresach Wsch. II RP (ZKRPiBWP)                            |
|         | Odznaka „Za Wybitne Zasługi dla ZKRPiBWP”                                                              |
|         | Odznaka „Za Zasługi dla ZKRPiBWP”                                                                      |
|         | Odznaka Honorowa „Za Rozminowanie Kraju” (ZKRPiBWP) (SSP)                                              |
|         | Odznaka Honorowa „Zasłużony dla Stowarzyszenia Saperów Polskich”                                       |
|         | Kombatancka Odznaka Jubileuszowa „Polska Niepodległa 1918 – 2018" (ZKRPiBWP)                           |
|         | Krzyż Korpusu Wojska Polskiego                                                                         |
|         | Krzyż Służby Rzeczypospolitej                                                                          |
|         | Krzyż Związku Represjonowanych Politycznie Żołnierzy Górników                                          |
|         | Krzyż Pamiątkowy 3 DSK                                                                                 |
|         | Medal Pamiątkowy „Karpatczyków”                                                                        |
|         | Krzyż 1 DPanc.                                                                                         |
|         | Medal pamiątkowy 50. rocznicy Powstania Poznańskiego Czerwca 1956 r.                                   |
|         | Krzyż Komandorski Powstania Poznańskiego Czerwca 1956 r.                                               |
|         | Złoty Krzyż Powstania Poznańskiego Czerwca 1956 r.                                                     |
|         | Srebrny Krzyż Powstania Poznańskiego Czerwca 1956 r.                                                   |
|         | Brązowy Krzyż Powstania Poznańskiego Czerwca 1956 r.                                                   |
|         | Krzyż 55 rocznicy Powstania Poznańskiego Czerwca 1956 r.                                               |
|         | Krzyż Za zasługi dla Środowiska Żołnierzy Armii Krajowej POS „Jerzyki”                                 |
|         | Krzyż Pamięci Ofiar Banderowskiego Ludobójstwa                                                         |
|         | Odznaka Honorowa „Za Zasługi dla Związku Inwalidów Wojennych RP” I klasy                               |
|         | Odznaka Honorowa „Za Zasługi dla Związku Inwalidów Wojennych RP”                                       |
|         | Krzyż „95 lat działalności Związku Inwalidów Wojennych RP”                                             |
|         | Medal W 60-lecie forsowania Nysy Łużyckiej                                                             |
|         | Krzyż Pamiątkowy 75-lecie forsowania Nysy i Odry Łużyckiej (ZWiRWP)                                    |
|         | Medal Pamiątkowy 60-lecia Bitwy pod Lenino                                                             |
|         | Odznaka Okolicznościowa 65 rocznicy Bitwy pod Lenino                                                   |
|         | Medal Pamiątkowy "Rocznica Bitwy pod Gruszką"                                                          |
|         | Odznaka Jubileuszowa XV lecia Związku Żołnierzy Ludowego Wojska Polskiego                              |
|         | Odznaka Jubileuszowa 70 rocznicy Bitwy pod Lenino                                                      |
|         | Odznaka "Za Zasługi dla Związku Weteranów i Rezerwistów Wojska Polskiego"                              |
|         | Krzyż Zasługi ZWiRWP                                                                                   |
|         | Odznaka Honorowa „Krzyż Ludowego Wojska Polskiego” (ZWiRWP)                                            |
|         | Krzyż Orła 2. Armii Wojska Polskiego (ZWiRWP)                                                          |
|         | Medal "Pamięci tym co forsowali Nysę i Odrę Łużycką 14-20.04.1945 r." (ZWiRWP)                         |
|         | Krzyż "Weteranom WOP, Rezerwistom SG, Sympatykom" – brązowy, srebrny, złoty, komandoria (ZWiRWP)       |
|         | Medal okolicznościowy Porozumienia Związków i Stowarzyszeń Służb Mundurowych Województwa Małopolskiego |
|         | Odznaczenie Pamiątkowe „Za zasługi dla Światowego Związku Żołnierzy Armii Krajowej”                    |
|         | Honorowa Odznaka Organizacyjna „Za Zasługi dla Związku Piłsudczyków RP”                                |
|         | Medal pamiątkowy z okazji 70. rocznicy Powstania Warszawskiego (2014)                                  |
|         | Odznaczenie okolicznościowe z okazji 80. rocznicy Powstania Warszawskiego (2024)                       |
|         | Krzyż Poległym i Pomordowanym na Wschodzie                                                             |
|         | Medal Za Zasługi dla Związku Kombatantów i Osób Represjonowanych RP im. Danuty Siedzikówny "Inki"      |
|         | Krzyż Służby Niepodległości                                                                            |
|         | Odznaczenie Dumni z Powstańców                                                                         |

### Pozostałe
| Baretka                                                           | Nazwa |
| ----------------------------------------------------------------- | --- |
|                                                                   | Międzynarodowy Order Uśmiechu                                                                                    |
|                                                                   | Missio Reconciliationis (wzór 1.)                                                                                |
|                                                                   | Missio Reconciliationis (wzór 2. – obecny)                                                                       |
|                                                                   | Odznaka Honorowa Sybiraka                                                                                        |
|                                                                   | Odznaka Honorowa za Zasługi dla Związku Sybiraków (I stopnia)                                                    |
|                                                                   | Odznaka Honorowa za Zasługi dla Związku Sybiraków (I stopnia dwukrotnie)                                         |
|                                                                   | Odznaka Honorowa za Zasługi dla Związku Sybiraków (II stopnia)                                                   |
|                                                                   | Odznaka Honorowa za Zasługi dla Związku Sybiraków (II stopnia dwukrotnie)                                        |
|                                                                   | Order Ecce Homo                                                                                                  |
|                                                                   | Order Pomiana |
|                                                                   | Krzyż Wielki Orderu Świętego Stanisława                                                                          |
|                                                                   | Krzyż Komandorski z Gwiazdą Orderu Świętego Stanisława                                                           |
|                                                                   | Krzyż Komandorski Orderu Świętego Stanisława                                                                     |
|                                                                   | Krzyż Oficerski Orderu Świętego Stanisława                                                                       |
|                                                                   | Krzyż Kawalerski Orderu Świętego Stanisława                                                                      |
|                                                                   | Złoty Krzyż Zasługi Orderu Świętego Stanisława                                                                   |
|                                                                   | Srebrny Krzyż Zasługi Orderu Świętego Stanisława                                                                 |
|                                                                   | Medal Wiernej Służby Orderu Świętego Stanisława                                                                  |
|                                                                   | Medal pamiątkowy 250-lecia Orderu Świętego Stanisława BM                                                         |
|                                                                   | Medal 25-lecia Restytucji Orderu Świętego Stanisława                                                             |
|                                                                   | Medal 30 lat Restytucji Orderu Świętego Stanisława                                                               |
|                                                                   | Medal V-lecia Konfraterni Orderu Świętego Stanisława w Warszawie                                                 |
|                                                                   | Medal X-lecia Przeoratu Mazowsza Orderu Świętego Stanisława                                                      |
|                                                                   | Medal pamiątkowy X-lecia Komandorii Śląsko-Zagłębiowskiej Orderu Świętego Stanisława                             |
|                                                                   | Medal pamiątkowy 15-lecia działalności Orderu Świętego Stanisława na Śląsku i w Zagłębiu Dąbrowskim              |
|                                                                   | Medal Ustanowienia Komandorii Wrocław-Centrum Królewskiego Orderu Świętego Stanisława BM                         |
|                                                                   | Odznaczenie "Za Zasługi dla Stowarzyszenia Dam i Kawalerów Orderu Świętego Stanisława BM"                        |
|                                                                   | Medal 250-lecia Orderu Świętego Stanisława                                                                       |
|                                                                   | Charytatywny Medal Pamiątkowy Juliusza Sokolnickiego                                                             |
|                                                                   | Order Virtuti Civili I Klasy (Związek Legionistów Polskich)                                                      |
|                                                                   | Order Virtuti Civili II Klasy (Związek Legionistów Polskich)                                                     |
|                                                                   | Medal Zasługi Związku Legionistów Polskich                                                                       |
|                                                                   | Złoty Krzyż Oficerski I Klasy 100-lecia Polskich Drużyn Strzeleckich (PDS)                                       |
|                                                                   | Złoty Krzyż Oficerski II Klasy 100-lecia Polskich Drużyn Strzeleckich (PDS)                                      |
|                                                                   | Srebrny Krzyż Zasługi 100-lecia Polskich Drużyn Strzeleckich (PDS)                                               |
|                                                                   | Krzyż 100-lecia Polskich Drużyn Strzeleckich (PDS)                                                               |
|                                                                   | Srebrny Krzyż Legionowy 100-lecia Polskich Drużyn Strzeleckich (PDS)                                             |
|                                                                   | Medal za zasługi dla "Strzelca" (ZS"S" RP) – brązowy, srebrny, złoty                                             |
|                                                                   | Medal Związku Strzeleckiego "Strzelec" (ZS"S" RP) – miedziany, brązowy, stop srebra, srebrny, złoty              |
|                                                                   | Krzyż Strzelecki (ZS"S" RP) – brązowy, srebrny, złoty                                                            |
|                                                                   | Pamiątkowy Krzyż Strzelecki Bitwy Warszawskiej (ZS"S" RP)                                                        |
|                                                                   | Złoty Medal Wieniec Wrzosowy Symbol Triumfu                                                                      |
|                                                                   | Krzyż Rycerski - Order Zasługi Zjednoczenia (Zjednoczenie Kurkowych Bractw Strzeleckich RP)                      |
|                                                                   | Krzyż Oficerski - Order Zasługi Zjednoczenia (Zjednoczenie Kurkowych Bractw Strzeleckich RP)                     |
|                                                                   | Krzyż Komandorski - Order Zasługi Zjednoczenia (Zjednoczenie Kurkowych Bractw Strzeleckich RP)                   |
|                                                                   | Krzyż Komandorski z Mieczami - Order Zasługi Zjednoczenia (Zjednoczenie Kurkowych Bractw Strzeleckich RP)        |
|                                                                   | Krzyż Wielki - Order Zasługi Zjednoczenia (Zjednoczenie Kurkowych Bractw Strzeleckich RP)                        |
|                                                                   | Brązowy Medal Zjednoczenia "Za Zasługi" dla rozwoju Kurkowych Bractw Strzeleckich                                |
|                                                                   | Srebrny Medal Zjednoczenia "Za Zasługi" dla rozwoju Kurkowych Bractw Strzeleckich                                |
|                                                                   | Złoty Medal Zjednoczenia "Za Zasługi" dla rozwoju Kurkowych Bractw Strzeleckich                                  |
|                                                                   | Krzyż Zjednoczenia "Za Wieloletnia i Wzorową Służbę" - IV Klasa                                                  |
|                                                                   | Krzyż Zjednoczenia "Za Wieloletnia i Wzorową Służbę" - III Klasa                                                 |
|                                                                   | Krzyż Zjednoczenia "Za Wieloletnia i Wzorową Służbę" - II Klasa                                                  |
|                                                                   | Krzyż Zjednoczenia "Za Wieloletnia i Wzorową Służbę" - I Klasa                                                   |
|                                                                   | Złoty Krzyż Zasługi Orderu Świętego Floriana (Małopolski Kapelan Strażaków)                                      |
|                                                                   | Srebrny Krzyż Zasługi Orderu Świętego Floriana (Małopolski Kapelan Strażaków)                                    |
|                                                                   | Medal Krzysztofa Konstantego księcia Radziwiłła, Baliwa Polski OSLJ                                              |
|                                                                   | Złoty Krzyż Humanitarny Błogosławionego Gerarda (Komandoria Dolnośląska OSLJ)                                    |
|                                                                   | Srebrny Krzyż Humanitarny Błogosławionego Gerarda (Komandoria Dolnośląska OSLJ)                                  |
|                                                                   | Złoty Medal Subkorpusu Dolnośląskiego Międzynarodowego Korpusu Świętego Łazarza                                  |
|                                                                   | Srebrny Medal Subkorpusu Dolnośląskiego Międzynarodowego Korpusu Świętego Łazarza                                |
|                                                                   | Brązowy Medal Subkorpusu Dolnośląskiego Międzynarodowego Korpusu Świętego Łazarza                                |
|                                                                   | Złoty Medal I-SUN-VV „Pro Merite” (Fundacja Międzynarodowe Towarzystwo Weteranów Misji ONZ i Wolontariuszy)      |
|                                                                   | Srebrny Medal I-SUN-VV „Pro Merite” (Fundacja Międzynarodowe Towarzystwo Weteranów Misji ONZ i Wolontariuszy)    |
|                                                                   | Krzyż Zasługi dla Związku Polskich Spadochroniarzy w Niemczech Oddział Berlin                                    |
|                                                                   | Krzyż Polowy Kościoła Polskokatolickiego                                                                         |
|                                                                   | Krzyż im. bp Franciszka Hodura                                                                                   |
|                                                                   | Medal Miłosierdzia Bożego                                                                                        |
|                                                                   | Medal „Złote Serce”                                                                                              |
|                                                                   | Medal „Nauka i Kultura”                                                                                          |
|                                                                   | Gwiazda Narodzenia NMP                                                                                           |
|                                                                   | Krzyż Jubileuszowy Organizacji Monarchistów Polskich (OMP)                                                       |
|                                                                   | Krzyż Świętego Kazimierza Królewicza (OMP)                                                                       |
|                                                                   | Krzyż Jerozolimski Unii Polskich Ugrupowań Monarchistycznych (UPUM)                                              |
|                                                                   | Medal Regenta i Wielkiego Księcia UPUM Aleksandra Podolskiego (UPUM)                                             |
|                                                                   | Pamiątkowy Krzyż 600-lecia Bitwy pod Grunwaldem (UPUM)                                                           |
|                                                                   | Medal „Za Zaslugi dla UPUM”                                                                                      |
|                                                                   | Medal Pamiątkowy 15-lecia działalności UPUM                                                                      |
|                                                                   | Medal XXV Lat UPUM                                                                                               |
|                                                                   | Złoty Medal „Pro Probĭtas” (Collegium Heraldicum Concordiae)                                                     |
|                                                                   | Srebrny Medal „Pro Probĭtas” (Collegium Heraldicum Concordiae)                                                   |
|                                                                   | Brązowy Medal „Pro Probĭtas” (Collegium Heraldicum Concordiae)                                                   |
|                                                                   | Medal Pamięci Ottona von Habsburga (Collegium Heraldicum Concordiae)                                             |
|                                                                   | Medal Zwycięstwa Polskich Kombatantów (SPK w Brazylii)                                                           |
|                                                                   | Medal Krzyża Pamiątkowego XX Rocznica Powrotu Templariuszy do Polski (Zakon Templariuszy)                        |
|                                                                   | Medal XV-lecia Autonomicznej Komandorii Śląska Templariuszy (Zakon Templariuszy)                                 |
|                                                                   | Medal Ignacego Paderewskiego (SWAP)                                                                              |
|                                                                   | Medal „W 60-lecie forsowania Nysy Łużyckiej”                                                                     |
|                                                                   | Medal pamiątkowy „100 lat OSP w Porębie”                                                                         |
|                                                                   | Medal pamiątkowy „90 lat OSP w Niegowonicach”                                                                    |
|                                                                   | Medal pamiątkowy „90 lat OSP w Rokitnie Szlacheckim”                                                             |
|                                                                   | Odznaka Okolicznościowa 65 rocznicy Bitwy pod Lenino                                                             |
|                                                                   | Odznaka Jubileuszowa 70. Rocznicy Bitwy pod Lenino                                                               |
|                                                                   | Odznaka Jubileuszowa XV lecia Związku Żołnierzy Ludowego Wojska Polskiego                                        |
|                                                                   | Odznaka pamiątkowa „Bohaterom Forsowania Nysy Łużyckiej 1945”                                                    |
|                                                                   | Złota Odznaka „Za Zasługi dla I Oddziału Związku Polskich Spadochroniarzy w Warszawie” (ZPS)                     |
|                                                                   | Srebrna Odznaka „Za Zasługi dla I Oddziału Związku Polskich Spadochroniarzy w Warszawie” (ZPS)                   |
|                                                                   | Odznaka Okolicznościowa XX-lecia I Oddziału ZPS w Warszawie (ZPS)                                                |
|                                                                   | Medal XV-lecia Związku Polskich Spadochroniarzy w Berlinie                                                       |
|                                                                   | Złota Odznaka Jubileuszowa „80 lat OSP w Niegowonicach”                                                          |
|                                                                   | Srebrna Odznaka Jubileuszowa „80 lat OSP w Niegowonicach”                                                        |
|                                                                   | Brązowa Odznaka Jubileuszowa „80 lat OSP w Niegowonicach”                                                        |
|                                                                   | Odznaka Honorowa Krzyż Pamięci Szlaku Nadziei                                                                    |
|                                                                   | Odznaka Honorowa „Za Zasługi dla FSRiWSZRP”                                                                      |
|                                                                   | Odznaka Hon. „Za Zasługi dla Stow. Kawalerów Orderu Woj. Virtuti Militari”                                       |
|                                                                   | Odznaka Hon. „Za Zasługi dla Stow. Kawalerów Orderu Woj. Krzyża Grunwaldu”                                       |
|                                                                   | Odznaka pamiątkowa „Krzyż Solidarności Walczącej”                                                                |
|                                                                   | Złota Oznaka Honorowa Towarzystwa Polonia                                                                        |
|                                                                   | Srebrna Oznaka Honorowa Towarzystwa Polonia                                                                      |
|                                                                   | Brązowa Oznaka Honorowa Towarzystwa Polonia                                                                      |
|                                                                   | Odznaka 30-lecia Polskiego Sadownictwa                                                                           |
|                                                                   | Krzyż Wielki Związku Żołnierzy Wojska Polskiego                                                                  |
|                                                                   | Krzyż Komandorski Związku Żołnierzy Wojska Polskiego                                                             |
|                                                                   | Krzyż Złoty z Gwiazdą „Za zasługi dla Związku Żołnierzy Wojska Polskiego”                                        |
|                                                                   | Krzyż Złoty „Za zasługi dla Związku Żołnierzy Wojska Polskiego”                                                  |
|                                                                   | Krzyż Srebrny „Za zasługi dla Związku Żołnierzy Wojska Polskiego”                                                |
|                                                                   | Krzyż Brązowy „Za zasługi dla Związku Żołnierzy Wojska Polskiego”                                                |
|                                                                   | Medal XXX-lecia Związku Żołnierzy Wojska Polskiego                                                               |
|                                                                   | Medal XXXV-lecia Związku Żołnierzy Wojska Polskiego                                                              |
|                                                                   | Medal XL-lecia Związku Żołnierzy Wojska Polskiego                                                                |
|                                                                   | Medal – Krzyż Niepodległości I Klasy z Gwiazdą (NSZZ Policjantów)                                                |
|                                                                   | Medal – Krzyż Niepodległości II Klasy (NSZZ Policjantów)                                                         |
|                                                                   | Medal 100-lecia Powstania Policji Państwowej (NSZZ Policjantów)                                                  |
|                                                                   | Medal XX-lecia NSZZ Policjantów                                                                                  |
|                                                                   | Medal XXV-lecia NSZZ Policjantów                                                                                 |
|                                                                   | Medal 30-lecia Powstania NSZZ Policjantów                                                                        |
|                                                                   | Medal 30-lecia Powstania NSZZ Policjantów (odmiana z cyframi rzymskimi)                                          |
|                                                                   | Złoty Krzyż za Zasługi dla Zarządu Wojewódzkiego NSZZ Policjantów woj. małopolskiego                             |
|                                                                   | Srebrny Krzyż za Zasługi dla Zarządu Wojewódzkiego NSZZ Policjantów woj. małopolskiego                           |
|                                                                   | Brązowy Krzyż za Zasługi dla Zarządu Wojewódzkiego NSZZ Policjantów woj. małopolskiego                           |
|                                                                   | Medal Zarządu Wojewódzkiego NSZZ Policjantów woj. wielkopolskiego.                                               |
|                                                                   | Medal XX-lecia NSZZ Pracowników Policji                                                                          |
|                                                                   | Medal za Zasługi dla Związku Zawodowego Pracowników Policji                                                      |
|                                                                   | Złota Odznaka "Za Zasługi dla Krwiodawstwa w Policji"                                                            |
|                                                                   | Srebrna Odznaka "Za Zasługi dla Krwiodawstwa w Policji"                                                          |
|                                                                   | Brązowa Odznaka "Za Zasługi dla Krwiodawstwa w Policji"                                                          |
|                                                                   | Złota Odznaka Długoletniej Działalności Statutowej SOW                                                           |
|                                                                   | Srebrna Odznaka Długoletniej Działalności Statutowej SOW                                                         |
|                                                                   | Brązowa Odznaka Długoletniej Działalności Statutowej SOW                                                         |
|                                                                   | Złota Odznaka Honorowa SOW                                                                                       |
|                                                                   | Srebrna Odznaka Honorowa SOW                                                                                     |
|                                                                   | Brązowa Odznaka Honorowa SOW                                                                                     |
|                                                                   | Odznaka Zasłużonego dla Jednostki Penitencjarnej (SOW)                                                           |
|                                                                   | Medal Pamiątkowy XXV-lecia NSZZ Funkcjonariuszy Straży Granicznej                                                |
|                                                                   | Medal Pamiątkowy XXX-lecia NSZZ Funkcjonariuszy Straży Granicznej                                                |
|                                                                   | Medal „Za zasługi w popularyzowaniu tradycji ochrony polskich granic” (SWPFG).                                   |
|                                                                   | Odznaka Honorowa Prezydenta Warszawy Stefana Starzyńskiego (TPW)                                                 |
|                                                                   | Odznaka Honorowa im. Krystyny Krahelskiej – Pamięci Powstania Warszawskiego (TPW)                                |
|                                                                   | Złota Odznaka „Znak Sokoła”                                                                                      |
|                                                                   | Srebrna Odznaka „Znak Sokoła”                                                                                    |
|                                                                   | Brązowa Odznaka „Znak Sokoła”                                                                                    |
|                                                                   | Złote Odznaczenie im. Janka Krasickiego                                                                          |
|                                                                   | Srebrne Odznaczenie im. Janka Krasickiego                                                                        |
|                                                                   | Brązowe Odznaczenie im. Janka Krasickiego                                                                        |
|                                                                   | Odznaka "Za Zasługi dla Związku Socjalistycznej Młodzieży Polskiej"                                              |
|                                                                   | Odznaka "Za Zasługi dla Warszawskiej Organizacji ZSMP"                                                           |
|                                                                   | Odznaka Honorowa "Za Wybitne Zasługi dla LOK"                                                                    |
|                                                                   | Odznaka Honorowa 75-lecia LOK "Za Zasługi"                                                                       |
|                                                                   | Odznaka Honorowa 50-lecia LOK "Za Szczególne Zasługi dla LOK"                                                    |
|                                                                   | Gwiazda Wytrwałości                                                                                              |
|                                                                   | Nagroda „Świadek Historii” (IPN)                                                                                 |
|                                                                   | Nagroda „Ambasador Polskiej Historii” (IPN)                                                                      |
|                                                                   | Medal „Reipublicae Memoriae Meritum” (IPN) – 2015-2020                                                           |
|                                                                   | Złoty Medal „Reipublicae Memoriae Meritum” (IPN) – od 2020                                                       |
|                                                                   | Srebrny Medal „Reipublicae Memoriae Meritum” (IPN) – od 2020                                                     |
|                                                                   | Brązowy Medal „Reipublicae Memoriae Meritum” (IPN) – od 2020                                                     |
|                                                                   | Medal „Za Zasługi dla Wielkopolskiego Stowarzyszenia Aktywnych Rezerwistów” (złoty, srebrny, brązowy)            |
|                                                                   | Medal Pamiątkowy XXV-lecia „Czuwaj” (ZHP)                                                                        |
|                                                                   | Złoty Medal im. gen. Józefa Sowińskiego                                                                          |
|                                                                   | Srebrny Medal im. gen. Józefa Sowińskiego                                                                        |
|                                                                   | Brązowy Medal im. gen. Józefa Sowińskiego                                                                        |
|                                                                   | Komandoria Krzyża „W Służbie Bogu i Ojczyźnie”                                                                   |
|                                                                   | Medal „Kapituła Katedry Polowej - Zasłużonym”                                                                    |
|                                                                   | Krzyż Komandorski Biskupa Polowego Deo et Patriae                                                                |
|                                                                   | Krzyż Złoty Biskupa Polowego Deo et Patriae                                                                      |
|                                                                   | Krzyż Srebrny Biskupa Polowego Deo et Patriae                                                                    |
|                                                                   | Medal „Milito Pro Christo”                                                                                       |
|                                                                   | Medal „W służbie Bogu i Ojczyźnie”                                                                               |
|                                                                   | Medal „Gloria Intrepidis et Animi Promptis”                                                                      |
|                                                                   | Medal Błogosławionego ks. Jerzego Popiełuszki                                                                    |
|                                                                   | Medal "Gloria Caritas"                                                                                           |
|                                                                   | Krzyż XXX-lecia Ordynariatu Polowego                                                                             |
|                                                                   | Krzyż Św. Jana Pawła II                                                                                          |
|                                                                   | Medal 100. Rocznicy Urodzin Karola Wojtyły                                                                       |
|                                                                   | Medal 45 lecia wyboru Św. Jana Pawła II                                                                          |
|                                                                   | Krzyż Św. Jana Pawła II i bł. ks. kard. Stefana Wyszyńskiego                                                     |
|                                                                   | Medal Św. Jana Pawła II                                                                                          |
| Komandoria Św. Jana Pawła II                                      | Komandoria z Gwiazdą Św. Jana Pawła II                                                                           |
|                                                                   | Medal "Soli Deo Gloria"                                                                                          |
|                                                                   | „Krzyż za Wybitne Zasługi” dla Stowarzyszenia Kombatantów Misji Pokojowych ONZ                                   |
|                                                                   | Medal „Za Zasługi dla Stowarzyszenia Kombatantów Misji Pokojowych ONZ”                                           |
|                                                                   | Medal „60 Lat Udziału Polski w Misjach Poza Granicami Państwa” (SKMP ONZ)                                        |
|                                                                   | Medal „25. Rocznica Nadania Siłom ONZ Pokojowej Nagrody Nobla” (SKMP ONZ)                                        |
|                                                                   | Medal „Zasłużonemu w służbie Pokoju” (SKMP ONZ)                                                                  |
|                                                                   | Honorowa Gwiazda Weterana (SKMP ONZ)                                                                             |
|                                                                   | Gwiazda Weterana (SKMP ONZ)                                                                                      |
|                                                                   | Złoty Medal „Za Zasługi dla Związku Oficerów Rezerwy RP”                                                         |
|                                                                   | Srebrny Medal „Za Zasługi dla Związku Oficerów Rezerwy RP”                                                       |
|                                                                   | Medal „Za Zasługi dla Związku Oficerów Rezerwy RP” (baretka ogólna)                                              |
|                                                                   | Medal 50. rocznicy Powstania Poznańskiego Czerwca 1956 r. (nadawany przez wojewodę)                              |
|                                                                   | Medal „Dziedzictwo Kresów Wschodnich”                                                                            |
|                                                                   | Medal „Za Szczególne Zasługi dla Żeglarstwa Polskiego”                                                           |
|                                                                   | Medal „Za zasługi w krzewieniu wiedzy obronnej” (TWO)                                                            |
| baretka nowy wzór Za Zasługi w Krzewieniu Wiedzy Obronnej         | Medal „Za zasługi w krzewieniu wiedzy obronnej” (TWO) - nowy wzór                                                |
|                                                                   | Medal „Za zasługi dla Fundacji Warszawa Walczy 1939-1945”                                                        |
|                                                                   | Medal im. dr. Henryka Jordana (TPD)                                                                              |
|                                                                   | Medal Gloria Medicinae                                                                                           |
|                                                                   | Złoty Medal „Zasługi Łowieckiej”                                                                                 |
|                                                                   | Srebrny Medal „Zasługi Łowieckiej””                                                                              |
|                                                                   | Brązowy Medal „Zasługi Łowieckiej””                                                                              |
|                                                                   | Złoty Medal „Zasłużony dla Łowiectwa Śląskiego”                                                                  |
|                                                                   | Srebrny Medal „Zasłużony dla Łowiectwa Śląskiego”                                                                |
|                                                                   | Medal Pamiątkowy 60-lecia Bitwy pod Lenino                                                                       |
|                                                                   | Medal 5-lecia Wojsk Obrony Terytorialnej                                                                         |
|                                                                   | Medal Pamiątkowy Wielonarodowej Dywizji Centrum-Południe w Iraku                                                 |
|                                                                   | Medal Pamiątkowy PKW Irak                                                                                        |
|                                                                   | Medal Pamiątkowy XII zmiany PKW Irak (2022)                                                                      |
|                                                                   | Medal Pamiątkowy XVI zmiany PKW EUFOR ALTHEA                                                                     |
|                                                                   | Odznaka Pamiątkowa PKW EUFOR/MTT i PKW EUFOR ALTHEA                                                              |
|                                                                   | Medale Pamiątkowe XIX i XXIII zmiany PKW EUFOR ALTHEA                                                            |
|                                                                   | Medal Pamiątkowy XXV zmiany PKW EUFOR ALTHEA                                                                     |
|                                                                   | Odznaka Pamiątkowa PKW KFOR (2015)                                                                               |
|                                                                   | Odznaka Pamiątkowa XXXV zmiany PKW KFOR                                                                          |
|                                                                   | Odznaka Pamiątkowa XXXVI zmiany PKW KFOR                                                                         |
|                                                                   | Odznaka Pamiątkowa XXXVII zmiany PKW KFOR                                                                        |
|                                                                   | Odznaka Pamiątkowa XXXIX zmiany PKW KFOR                                                                         |
|                                                                   | Odznaka Pamiątkowa XLI zmiany PKW KFOR                                                                           |
|                                                                   | Odznaka Pamiątkowa XLII zmiany PKW KFOR                                                                          |
|                                                                   | Odznaka Pamiątkowa XLIII zmiany PKW KFOR                                                                         |
|                                                                   | Odznaka Pamiątkowa XLVI zmiany PKW KFOR                                                                          |
|                                                                   | Odznaka Pamiątkowa XLVII zmiany PKW KFOR                                                                         |
|                                                                   | Medal Pamiątkowy X zmiany PKW Afganistan Resolute Support                                                        |
|                                                                   | Medal Pamiątkowy XI zmiany PKW Afganistan Resolute Support                                                       |
|                                                                   | Medal Pamiątkowy XII zmiany PKW Afganistan Resolute Support                                                      |
|                                                                   | Medal Pamiątkowy XIII zmiany PKW Afganistan Resolute Support                                                     |
|                                                                   | Medal Pamiątkowy XIII zmiany PKW Afganistan Resolute Support (baretka wariantowa)                                |
|                                                                   | Medal Pamiątkowy V zmiany PKW Łotwa                                                                              |
|                                                                   | Medal Pamiątkowy VI zmiany PKW Łotwa                                                                             |
|                                                                   | Medal Pamiątkowy VII zmiany PKW Łotwa                                                                            |
|                                                                   | Medal Pamiątkowy X zmiany PKW Łotwa                                                                              |
|                                                                   | Odznaka Pamiątkowa XI zmiany PKW Łotwa                                                                           |
|                                                                   | Medal Pamiątkowy VIII zmiany (2021) i X zmiany (2022) PKW Rumunia                                                |
|                                                                   | Medal Pamiątkowy XII zmiany PKW Rumunia (2023)                                                                   |
|                                                                   | Medal Pamiątkowy XIII zmiany PKW Rumunia (2023-2024)                                                             |
|                                                                   | Medal Pamiątkowy XIV zmiany PKW Rumunia (2024)                                                                   |
|                                                                   | Medal Pamiątkowy PKW Liban (2023)                                                                                |
|                                                                   | Medal Pamiątkowy II zmiany PKW IRINI (2020)                                                                      |
|                                                                   | Medal Pamiątkowy V zmiany PKW IRINI (2022)                                                                       |
|                                                                   | Medal Pamiątkowy VII zmiany PKW IRINI (2023)                                                                     |
|                                                                   | Medal Pamiątkowy IX zmiany PKW IRINI (2024)                                                                      |
|                                                                   | Medal Pamiątkowy VI zmiany PKW Turcja (2023-2024)                                                                |
|                                                                   | Medal Pamiątkowy 23 Śląskiego Pułku Artylerii                                                                    |
|                                                                   | Medal Pamiątkowy Korpusu Szeregowych Zawodowych Wojsk Lądowych                                                   |
|                                                                   | Medal Pamiątkowy "Za zasługi dla ITWL"                                                                           |
|                                                                   | Medal WSK (WKB Meta Lubliniec)                                                                                   |
|                                                                   | Złoty Krzyż Zasługi Korpusu Formacji Ratowniczych Rzeczypospolitej Polskiej                                      |
|                                                                   | Srebrny Krzyż Zasługi Korpusu Formacji Ratowniczych Rzeczypospolitej Polskiej                                    |
|                                                                   | Brązowy Krzyż Zasługi Korpusu Formacji Ratowniczych Rzeczypospolitej Polskiej                                    |
|                                                                   | Harcerski Medal Strzelecki                                                                                       |
|                                                                   | Złoty Medal Za Zasługi dla Ligi Obrony Kraju                                                                     |
|                                                                   | Srebrny Medal Za Zasługi dla Ligi Obrony Kraju                                                                   |
|                                                                   | Brązowy Medal Za Zasługi dla Ligi Obrony Kraju                                                                   |
|                                                                   | Krzyż "Pro Mari Nostro" (LMR)                                                                                    |
|                                                                   | Odznaka honorowa "Pro Historia" (PTH)                                                                            |
|                                                                   | Porcelanowy Krzyż „Za zasługi dla Klubów Żołnierzy Rezerwy LOK”                                                  |
|                                                                   | Złoty Krzyż „Za zasługi dla Klubów Żołnierzy Rezerwy LOK”                                                        |
|                                                                   | Srebrny Krzyż „Za zasługi dla Klubów Żołnierzy Rezerwy LOK”                                                      |
|                                                                   | Brązowy Krzyż „Za zasługi dla Klubów Żołnierzy Rezerwy LOK”                                                      |
|                                                                   | Złoty Krzyż „Za Zasługi dla ZHP”                                                                                 |
|                                                                   | Srebrny Krzyż „Za Zasługi dla ZHP”                                                                               |
|                                                                   | Brązowy Krzyż „Za Zasługi dla ZHP”                                                                               |
|                                                                   | Medal Wdzięczności ZHP                                                                                           |
|                                                                   | Krzyż Honorowy ZHR – SEMPER FIDELIS                                                                              |
|                                                                   | Krzyż Honorowy ZHR – PRO AMICO                                                                                   |
|                                                                   | Złoty Krzyż Zasługi OW PTTK                                                                                      |
|                                                                   | Srebrny Krzyż Zasługi OW PTTK                                                                                    |
|                                                                   | Brązowy Krzyż Zasługi OW PTTK                                                                                    |
|                                                                   | Krzyż Powstania Warszawskiego                                                                                    |
|                                                                   | Krzyż Waleczności Armii gen. Bułak-Bałachowicza                                                                  |
|                                                                   | Medal za Wzorową Służbę na Rzecz Wojska Polskiego (ZOR RP)                                                       |
|                                                                   | Medal Budowniczych Pomnika Marszałka Józefa Piłsudskiego (ZOR RP)                                                |
|                                                                   | Złoty Medal Zasłużony dla Obrony Terytorialnej                                                                   |
|                                                                   | Srebrny Medal Zasłużony dla Obrony Terytorialnej                                                                 |
|                                                                   | Medal za zasługi dla Kresów                                                                                      |
|                                                                   | Medal Pamiątkowy 100 lat Koła Żołnierzy 12 Pułku Ułanów Podolskich                                               |
|                                                                   | Złoty Medal Pamiątkowy 50. Rocznicy Śmierci gen. broni Władysława Andersa                                        |
|                                                                   | Medal pamiątkowy 5. rocznicy powstania Koła Żołnierzy 12 Pułku Ułanów Podolskich w Rzymie.                       |
|                                                                   | Medal "Sport w Służbie Ojczyzny"                                                                                 |
|                                                                   | Odznaczenie „Serce Legionu” I stopnia: Serce z Kroplą (SHDK Legion)                                              |
|                                                                   | Odznaczenie „Serce Legionu” II stopnia: Medal Złoty (SHDK Legion)                                                |
|                                                                   | Odznaczenie „Serce Legionu” III stopnia: Medal Srebrny (SHDK Legion)                                             |
|                                                                   | Odznaczenie „Serce Legionu” IV stopnia: Medal Brązowy (SHDK Legion)                                              |
|                                                                   | Krzyż Zasługi w walce z Covid-19 (Klub HDK PCK Serce Górnika)                                                    |
|                                                                   | Medal Pamiątkowy XX Rocznicy Ustanowienia Św. Maksymiliana Marii Kolbego Patronem Honorowym Dawców Krwi w Polsce |
|                                                                   | Medal Pamięci Polskiego Czynu Zbrojnego - 100 lecia Bitwy Warszawskiej 1920 roku - Cudu nad Wisłą                |
|                                                                   | Medal za Dobre Serce i Wrażliwość Społeczną (GPR A3B)                                                            |
|                                                                   | Krzyż Zwycięstwa (SKOMPN Zgorzelec)                                                                              |
|                                                                   | Krzyż Oficerski Orderu św. Jana Nepomucena                                                                       |
|                                                                   | Polski Czarny Krzyż                                                                                              |
|                                                                   | Order bł. ks. Władysława Miegonia (PCzK)                                                                         |
|                                                                   | Krzyż Honorowy PRO Syria za pomoc dla ofiar prześladowań w Syrii                                                 |
|                                                                   | Krzyż Pokoju i Dobroci PRO Syria za pomoc dla ofiar prześladowań w Syrii                                         |
|                                                                   | Krzyż Nadziei i Zaufania PRO Syria za pomoc dla ofiar prześladowań w Syrii                                       |
|                                                                   | Krzyż Pokuty i Przebaczenia PRO Syria za pomoc dla ofiar prześladowań w Syrii                                    |
|                                                                   | Krzyż Maluli |
|                                                                   | Krzyż Zasługi PRO SYRIA (brązowy, srebrny, złoty)                                                                |
|                                                                   | Medal Pamiątkowy 60 lecia Towarzystwa Trzeźwości Transportowców                                                  |
|                                                                   | Złota Odznaka Honorowa Towarzystwa Trzeźwości Transportowców                                                     |
|                                                                   | Medal „Za Zasługi dla Polaków w Kazachstanie”                                                                    |
|                                                                   | Medal za Zasługi dla Związku Szlachty Polskiej Kresów Wschodnich                                                 |
|                                                                   | Medal Zasłużonym Fundacji Regiment                                                                               |
|                                                                   | Medal pamiątkowy "100-lecie Powstania Śląskiego"                                                                 |
|                                                                   | Medal pamiątkowy "100. rocznicy przejęcia przez Polskę Ziemi Lublinieckiej w posiadanie"                         |
|                                                                   | Medal Pamiątkowy 75. Rocznicy Powrotu Ziem Piastowskich i Głogowa do Macierzy                                    |
|                                                                   | Medal "Krzyż Piaśnicy"                                                                                           |
|                                                                   | Krzyż św. Jana Pawła II i bł. ks. Stefana kard. Wyszyńskiego                                                     |
|                                                                   | Medal za Zasługi dla Polskiej Dyplomacji (SCAS)                                                                  |
|                                                                   | Medal za Pomoc Ofiarom Wojny i Uchodźcom z Ukrainy (SCAS)                                                        |
|                                                                   | Złoty Medal Dziękczynny Miłosierdzia Bożego                                                                      |
|                                                                   | Komandoria św. Wojciecha 1050 Lat Chrztu Polski (OSFM)                                                           |
|                                                                   | Odznaczenie św. Floriana za Zasługi – "Złoty krzyż II klasa". (OSFM)                                             |
|                                                                   | Odznaczenie św. Floriana za Wybitne Zasługi – "Komandoria I klasa". (OSFM)                                       |
|                                                                   | Odznaczenie św. Floriana za Wybitne Zasługi – "Komandoria I klasa z Gwiazdą". (OSFM)                             |
|                                                                   | Odznaczenie św. Floriana za Szczególne Zasługi – "Gwiazda św. Floriana z Wielką Wstęgą". (OSFM)                  |
|                                                                   | Złoty Krzyż 100 Lat Niepodległości (OSFM)                                                                        |
|                                                                   | Srebrny Medal 100. Rocznica Bitwy Warszawskiej (OSFM)                                                            |
|                                                                   | Złoty Medal 100. Rocznicy Urodzin św. Jana Pawła II (OSFM)                                                       |
| Krzyż. św. Floriana 100. Rocznica powstania Związku Floriańskiego | Krzyż. św. Floriana 100. Rocznica powstania Związku Floriańskiego (OSFM)                                         |
| Złoty Krzyż 100. Rocznica Powstania Związku OSP RP                | Złoty Krzyż 100. Rocznica Powstania Związku OSP RP (OSFM)                                                        |
| Krzyż Pamięci za Wsparcie Budowy Pomnika "Rzeź Wołyńska"          | Krzyż Pamięci za Wsparcie Budowy Pomnika "Rzeź Wołyńska" (OSFM)                                                  |
|                                                                   | Krzyż Poradnika - HDK „Odznaczenie poradnika Honorowych Dawców Krwi” (PHDK)                                      |
|                                                                   | Krzyż Komandorski Poradnika - HDK „Odznaczenie poradnika Honorowych Dawców Krwi” (PHDK)                          |
|                                                                   | Platynowe Serce Poradnika - HDK „Odznaczenie poradnika Honorowych Dawców Krwi”                                   |
|                                                                   | Order Pamiątkowy Żołnierza Rezerwisty                                                                            |